# Ntaruka (vattendrag i Burundi, Gitega)
Ntaruka är ett vattendrag i Burundi.   Det ligger i provinsen Gitega, i den centrala delen av landet, 60 km öster om huvudstaden Bujumbura.
Omgivningarna runt Ntaruka är en mosaik av jordbruksmark och naturlig växtlighet. Runt Ntaruka är det tätbefolkat, med 459 invånare per kvadratkilometer.